# CBS Radio
CBS Radio, Inc., anteriormente conhecida como Infinity Broadcasting Corporation, é uma das principais proprietárias e operadores de estações de rádio nos Estados Unidos, e a quarta em tamanho, atrás apenas da grande rival Clear Channel Communications, Cumulus Media e Citadel Broadcasting. A CBS também é a segunda em termos de revendas.